# Velîka Rîbîțea, Krasnopillea
Velîka Rîbîțea (în ucraineană Велика Рибиця) este un sat în comuna Zapsillea din raionul Krasnopillea, regiunea Sumî, Ucraina.

## Demografie
Componența lingvistică a localității Velîka Rîbîțea
     Ucraineană (96,81%)
     Rusă (3,19%)
Conform recensământului din 2001, majoritatea populației localității Velîka Rîbîțea era vorbitoare de ucraineană (96,81%), existând în minoritate și vorbitori de rusă (3,19%).